# ハインリヒ・ミュラー
ハインリヒ・ミュラー（Heinrich Müller、1900年4月28日 - 1945年5月?）は、ドイツの軍人、親衛隊員。ゲシュタポ局長として第二次世界大戦中のホロコーストの計画と遂行に主導的役割を果たした。最終階級は親衛隊中将。

## 前半生
ミュンヘンに生まれた。父はアロイス・ミュラー。母はその妻アンナ。アロイスは、衛生部隊の曹長として従軍経験のある庭師だった。両親ともにカトリックであった。国民学校（小学校）を出た後、1914年からバイエルン飛行機工場で働いた。第一次世界大戦中の1917年6月に航空隊に志願して入隊。1918年4月から西部戦線で戦い、一級鉄十字章とバイエルン戦功十字勲章を受けた。ドイツ敗戦後の1919年6月に除隊。1919年12月からバイエルン州警察本部に補助員として採用された。年始めの共産主義者による決起を鎮圧するのに一役買った。ミュンヘン革命の「赤軍」による人質の銃撃を経験したことにより、共産主義に終生の憎しみを持つようになったという。1929年にバイエルン警察書記官となり、警察幹部となる道が開けた。
ヴァイマル共和政時代には、彼は中央党やバイエルン人民党に近い立場をとっており、ナチ党員ではなかったが、ミュンヘン警察の政治部を運営している関係上、ハインリヒ・ヒムラーとラインハルト・ハイドリヒを含むナチスの多くのメンバーと知りあった。
歴史家リチャード・J・エバンスは「ミュラーは義務と訓練を厳格に励行し、課された仕事を軍事作戦のように扱っていた」と書いている。このころから彼は仕事中毒者でまったく休暇を取らず、いかなる政治体制をとろうと関わりなくドイツ国家に奉仕しようと決意しており、疑問を持つことなく国家の要求に応じることがドイツ人としての義務であると信じていたようだ。ヒムラーの伝記作家ピーター・パドフィールドは、ミュラーの政治への無関心と冷静さ、組織力を取り上げて「典型的な中間管理職」と判定している。同僚や彼を知る人々の間では、その寡黙さと謎めかしい態度により「スフィンクス」と呼ばれていた。

## ゲシュタポ局長

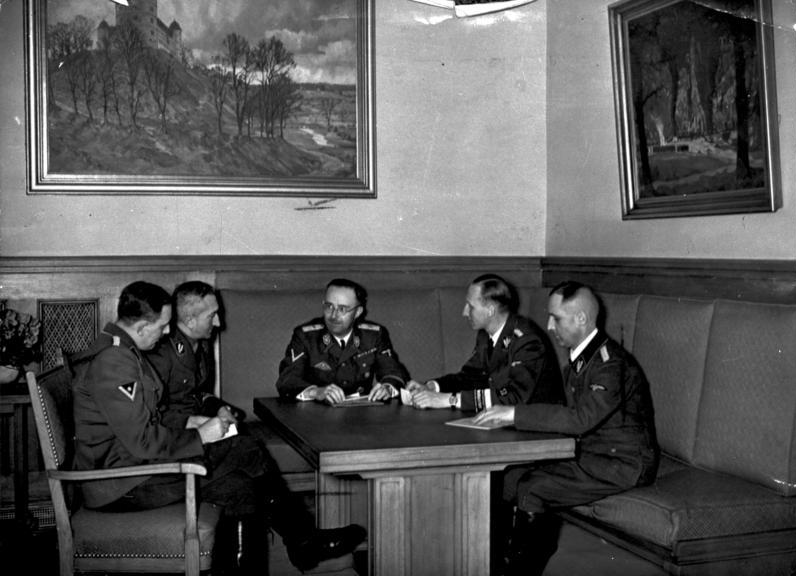
左からフランツ・ヨーゼフ・フーバー、アルトゥール・ネーベ、ハインリヒ・ヒムラー、ラインハルト・ハイドリヒ、ミュラー（1939年11月、ミュンヘン）

ナチスが政権を握った1933年に親衛隊保安部 (SD) の長であったハイドリヒは、ソ連警察制度についての権威者とされていたミュラーとその部下たちを組織に勧誘した。1934年に親衛隊 (SS) に加入したミュラーは急速に地位を向上させ、1939年までにはSS中将に昇進している。1939年9月に、ゲシュタポと他の警察組織が国家保安本部 に統合された時には、国家保安本部・第4局のチーフであり、何人かの同姓同名の指導者と区別するために、「ゲシュタポ・ミュラー」として知られた。ゲシュタポの長としてミュラーは、1935年までにドイツ共産党とドイツ社会民主党の下部組織に潜入して破壊する役割を果たし、ナチス政権の安定化に貢献した。諜報機関としてはヴィルヘルム・カナリス海軍大将の機関と競合し、コミュニストのスパイ組織「赤いオーケストラ」にスパイを潜入させ、偽情報をソ連に流すことに成功する。
ヒムラーとゲッベルスの担当分野であった「ユダヤ人政策」にも深く関与し、1939年までユダヤ人移住全国本部の所長であった。この地位を引き継いだのが、彼の部下のアドルフ・アイヒマンである。ユダヤ人のホロコーストにおいては、全体計画者であるヒムラーと実施事務を司るアイヒマンとの中間の位置を占める。主たる仕事はドイツ国内の警察だが、ユダヤ人移住・絶滅にかかわる方針を伝達し、その細部にわたる進行状況・情報をアイヒマンから報告される立場にあった。1941年にアイヒマンにドイツのソ連占領地区を視察させ、1年間でユダヤ人約140万人を殺害した特務機関であるアインザッツグルッペンの仕業についての報告を受け取っている。アイヒマンの印象では「ミュラーならば肉体的絶滅のような野蛮なことは提案しなかっただろう」し、アイヒマンの報告はミュラーにはあまり利用されなかったという。おそらくソ連攻撃の6月以前にヒトラーが「ユダヤ人の肉体的抹殺」を命令したことを知る数少ない一人であり、ユダヤ人問題の「最終解決」を決定した1942年のヴァンゼー会議にも出席した。
1942年5月にプラハで直接の上司であるハイドリヒが暗殺された件を捜査し、暗殺者の追及に成功したが、カナリスの陰謀を訴訟に持ちこむことをヒムラーに阻止されるなど、ナチス政権における彼の権限はこのころからやや縮小されつつあった。形勢を立て直すため、ヒムラーのライバルであるマルティン・ボルマンと提携しはじめたらしい。1944年7月20日のヒトラー暗殺未遂後に、ミュラーは陰謀者の摘発と逮捕を担当した。この時カナリスを含めて5,000人を超える人々が逮捕され、約200人が処刑された。戦争の最終段階であった1944年12月、ミュラーはまだドイツの勝利を確信し、ナチス指導者の一人にアルデンヌ攻勢がパリの奪回をもたらすと語っていたという。1945年4月ソ連の赤軍がベルリンを攻撃していたときに、ミュラーは市中心の総統司令部（総統地下壕）でヒトラーを囲んでいた忠臣の一人である。ヒムラーがヒトラーに無断で西側連合国と和議を進めようとした際に、ヒトラーがミュラーに与えた命令はヒムラーの連絡将校であり、愛人エヴァ・ブラウンの義弟でもあるヘルマン・フェーゲラインの逮捕と処刑であった。

## 失踪

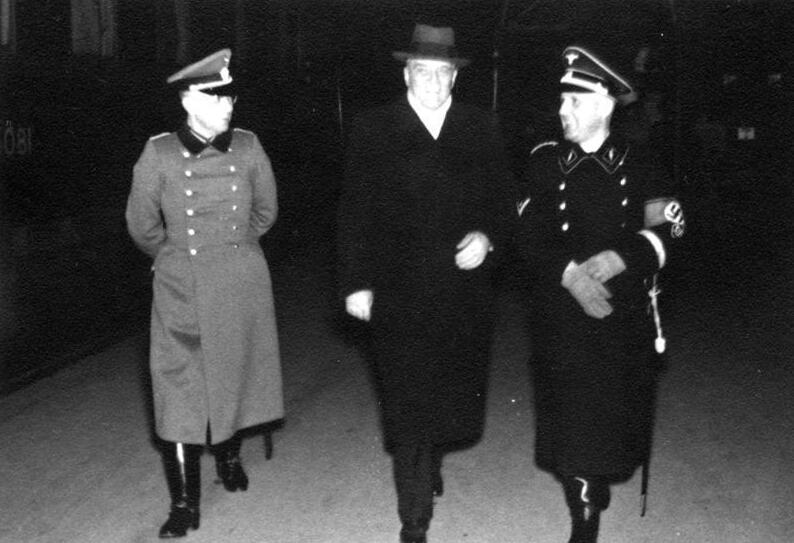
ハインリヒ・ミュラー（右）

ミュラーが最後にその姿を確認されているのは、ヒトラーが自殺した直後の1945年5月1日である。ヒトラーの専属パイロットであるハンス・バウアーは、ミュラーが「私はロシアのやり方を知っている。捕虜になるつもりはない」と言っていたことを覚えていた。それから消息を絶ったミュラーについて3つの推測が可能である。
1. ベルリン陥落の混乱の中で、殺されるか自殺した。これは1972年になるまで遺骨が発見されず、その死を確認できなかったボルマンのケース。
2. ベルリンを脱出して南アメリカに逃亡した。アイヒマンやヨーゼフ・メンゲレのケース。
3. アメリカか旧ソ連に諜報員として雇われた。これはアメリカに資金を与えられていた西ドイツの対ソ諜報員ラインハルト・ゲーレンのケース。

この最後の推測については2001年にアメリカで情報自由法が施行され、ミュラーに関するCIAのファイルが公開されたことにより、アメリカがミュラーを利用したという可能性は決定的に否定されたといえる。CIAはむしろミュラーを戦争犯罪者として探索していたのだが、SS中将に同姓同名の人物がいたことが、捜索を困難にしていた。捜査員たちはミュラーの戦争中の恋人であったアンナ・シュミット (Anna Schmid) を尋問した際にも、ミュラーが生存しているという確証を得ることができなかった。
1960年のイスラエルによって逮捕されたアイヒマンが裁判でミュラーの南米逃亡を証言した事で、彼の所在に関する興味に改めて火をつけた。アイヒマンへの尋問は、新しい情報をもたらさなかったが、その時点でアイヒマンはミュラーの生存を確信していたという。西ドイツ政府は調査を開始し、ミュラーの家族とかつての秘書を監視下に置き、ソ連に雇用された可能性を探ったが、明確な情報は得られなかった。
ミュラーが埋葬されたといういくつかの情報は矛盾し、信頼性に乏しい。その中でもっとも興味深い情報源は、もと国民突撃隊員のヴァルター・リューダース (Walter Lüders) の証言である。それによるとミュラーの遺体は帝国首相官邸（総統官邸）の庭で発見されSS将官であることが確認されており、ソ連占領地域のグローセ・ハンブルガー・シュトラーセにあるユダヤ人共同墓地に埋葬されたという。この墓の場所は1961年当時は東ベルリンにあったので、西ドイツ政府には調査できなかった。
ポーランドの対軍諜報員ミハウ・ゴレニフスキーが西側に亡命したことで、CIAは刺激され、ミュラーの調査を再開した。ゴレニフスキーは1948年から1952年まで捕らえられたドイツ人公務員を尋問する職にあった。彼は、ミュラーと会ったわけではないが、1950年から1952年の間にソ連がミュラーを捕え、モスクワに連れて行ったという情報を、ソ連の上級監督者から耳にした。CIAは、ゴレニフスキーとミュラーを統括していたとされる人物を特定しようとしたが果たせず、結局この情報は単なる噂にすぎなかったと結論した。1965年に発刊されたハンナ・アーレントの『イェルサレムのアイヒマン』では、「ミュラーは東ドイツに、ついでアルバニアに雇われた」という噂を書きとどめている。
この間、イスラエルはミュラーの追及を独自に継続しており、1967年に西ドイツ警察はミュラーの妻がいるアパートに侵入していた2名のイスラエル人スパイを逮捕した。なおイスラエルによる戦犯追及は、ユダヤ人作家マイケル・バー＝ゾウハー著、広瀬順弘訳『復讐者たち』（ハヤカワ文庫、1989年）に詳しい。
1990年代のソ連崩壊まで、CIAは「もしミュラーが生き残っているなら、ソ連かチェコでかくまわれている」という見解をとっていた。しかし旧ソ連の公文書保管所から、ミュラーに関する文書は何一つ発見されていない。
2013年になって、複数の公文書から、第一の推測にある通りミュラーの遺体が1945年8月に発見されて上記のユダヤ人墓地に埋葬されたという記録がベルリンの「ドイツ抵抗運動記念館」のヨハネス・トゥヘル所長により確認された、と報じられた。